# Ubald de Gubbio
Ubald de Gubbio, anomenat Ubaldo Baldassini (Gubbio, Úmbria, Itàlia, 1084 o 1085 - 16 de maig de 1160) fou un religiós italià, bisbe de Gubbio al segle xii. És venerat com a sant per l'Església catòlica.

## Biografia
Va néixer a la família Baldassini, llinatge iniciat en 1002 pel seu besavi; els seus avis eren Pace (Pau) i Prudenza (Prudència), el seu pare Rovaldo, i la seva germana, Sperandia. No se sap del cert quan nasqué: segurament, cap al 1085, ja que el seu biògraf Teobald diu que el 1105 era adolescens, d'entre quinze a vint-i-cinc anys.
En morir el seu pare, Ubaldo fou confiat al seu oncle, Ubaldo, que l'encaminà a la vida religiosa. De natural pacient i sociable, segons l'hagiografia, va estudiar amb els canonges de San Secondo i San Mariano de Gubbio. Al segon, li escandalitzà la laxitud de la disciplina dels clergues, que vivien en concubinat, i tornà a San Secondo. S'ordenà sacerdot el 1114 i fou canonge de la catedral, contribuint a la reforma de la disciplina del capítol. Arran de l'incendi del 1125, es dedicà a la reconstrucció de la catedral i l'hospital de la ciutat.
Va refusar el bisbat de Perusa, però Honori II l'obligà a acceptar-ne el de Gubbio en 1129. Com a bisbe, evità les pompes i cerimònies, i renuncià a les riqueses habituals. Tampoc afavorí els seus parents ni amics, com era habitual llavors, quan el nepotisme era norma. Fou misericordiós i virtuós, i ajudà els ciutadans durant el setge que dugué a terme contra la ciutat una lliga d'onze ciutats enemigues (Perusa, Spoleto, Foligno, Assís, Nocera Umbra, Cagli, Città di Castello i els feus de Coccorano, Fossato, Val Marcola) i negocià personalment amb Frederic Barbaroja per evitar la destrucció de la ciutat pel seu exèrcit en 1155.
Ubald emmalaltí sobtadament, quedant-li el cos cobert de nafres doloroses i repugnants; en aquest estat va dir la seva última missa pública la Pasqua de Resurrecció de 1160, i morí el dilluns 16 de maig de 1160.
Molts fidels van voler acomiadar-se'n i la capella ardent estigué quatre dies obertes per rebre'ls, fins que se'n feren els funerals i l'enterrament.

## Veneració
Des de llavors, es van fer pelegrinatges a la tomba, fins que fou canonitzat en 1192 pel papa Celestí III. És sebollit al turó Ingino de Gubbio, a l'església del seu nom, la Basilica di Sant'Ubaldo. És sant patró de Gubbio, amb festa el 16 de maig, quan s'hi fa la Festa dei ceri, en la que, en acabar, es crema una foguera feta de tres pins. També és venerat a la ciutat francesa de Thann (Alsàcia) on hi ha una relíquia del sant.
Se li atribueixen diversos miracles: el guariment d'una nena sordmuda, l'alliberament de cristians dels sarraïns, la salvació d'una nau durant una tempesta, eetc.

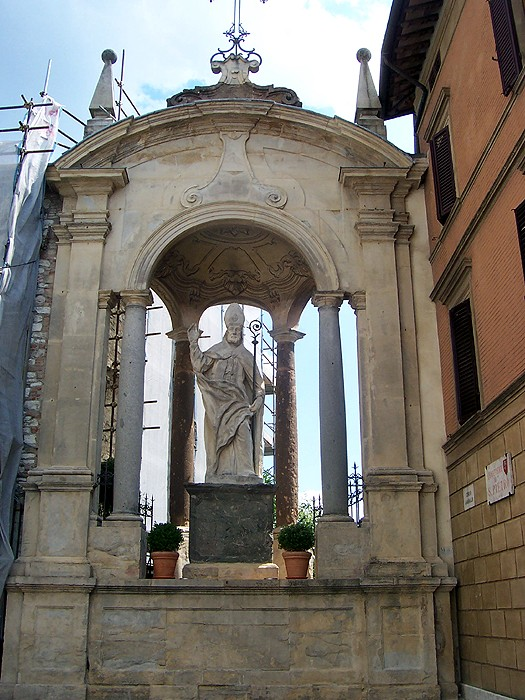
Estàtua del sant a Gubbio
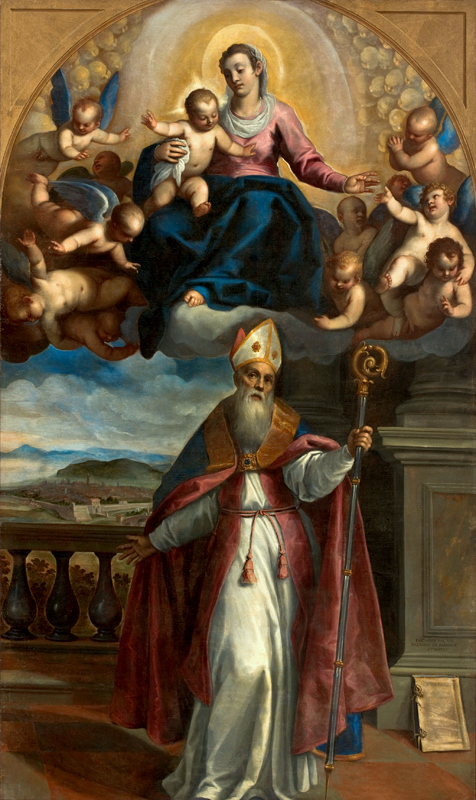
Aparició de Maria a Sant Ubald de Jacopo Palma, 1620 (Sao Paulo, Museo de Belas Artes)
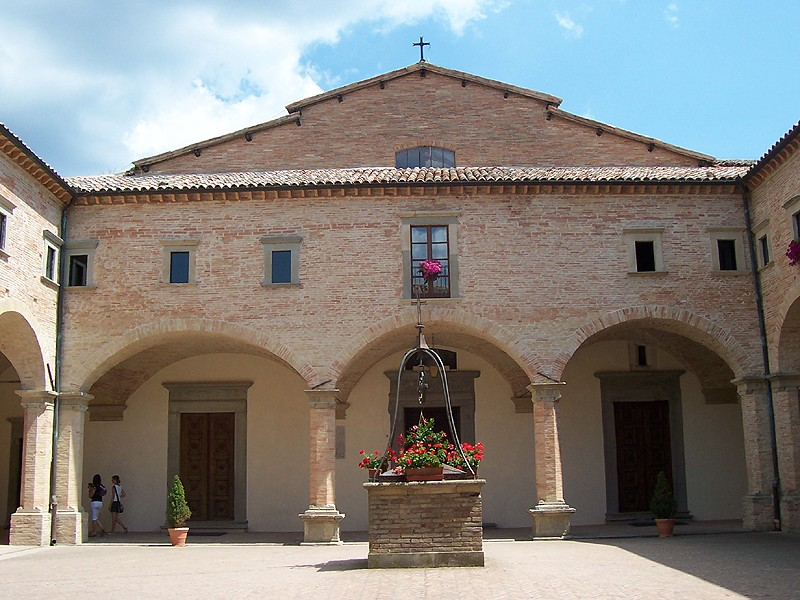
Basilica di Sant'Ubaldo (Gubbio)
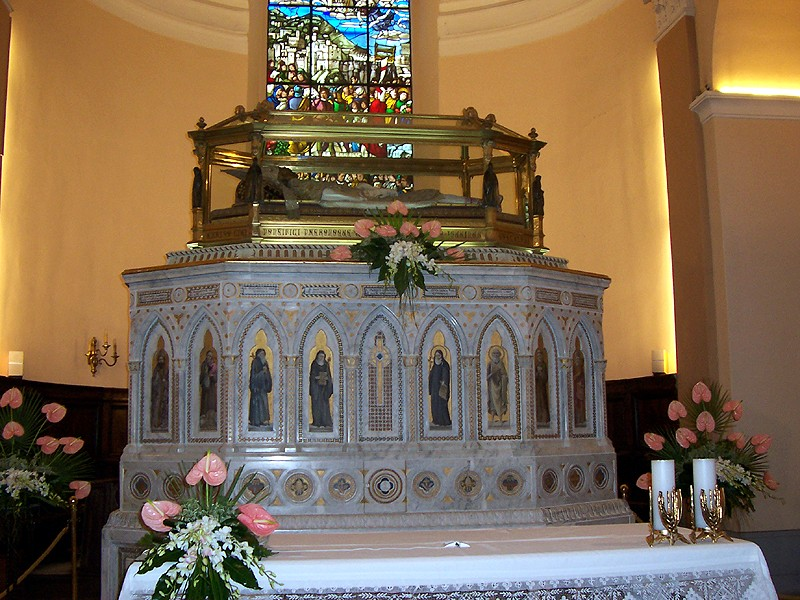
Sepulcre del sant